# Site remarquable du goût
Vous êtes invité à donner votre avis sur cette page de discussion, de manière argumentée en vous aidant notamment des critères d’admissibilité ou en présentant des sources extérieures et sérieuses.  
Après avoir apposé le modèle {{Admissibilité}} sur une page, suivez les étapes expliquées sur Wikipédia:Débat d'admissibilité/Aide :
| 1. | Créez la page de débat d'admissibilité.                                                                      | Sauvegardez d’abord la page pour l’initialiser puis indiquez votre motivation.                  |
| 2. | Important : ajoutez une entrée dans la section Débat d'admissibilité du jour.                                | Utilisez ce texte : *{{L\|Site remarquable du goût}}                                            |
| 3. | Pensez à informer les contributeurs principaux de la page et les projets associés lorsque cela est possible. | Utilisez ce texte : {{subst:Avertissement débat d'admissibilité\|Site remarquable du goût}}~~~~ |

 (juillet 2023).
Site remarquable du goût est un label français de reconnaissance touristique et gastronomique décerné à des communes, lieux-dits ou établissements agroalimentaires traditionnels. La première liste des 100 sites remarquables du goût a été arrêtée en 1995 par les ministères chargés de l'Environnement, de la Culture, du Tourisme et de l'Agriculture,.
La Fédération Nationale des Associations locales des Sites Remarquables du Goût est basée aux Riceys, dans l'Aube.

## Processus et critères de sélection
Les sites remarquables du goût agréés adhèrent à l'association nationale des Sites remarquables du goût. La charte établie par la Fédération nationale des Sites remarquables du goût met en avant les critères suivants : produit emblématique du terroir qui valorise un patrimoine sur le plan environnemental et architectural, accueil du public permettant de faire connaître les liens entre le produit, le patrimoine culturel, les paysages et les hommes,,.

## Retombées

### Avantages
Les Sites remarquable du goût agréés bénéficient de la marque collective et peuvent participer à des salons de promotions réservés aux membres.

## Liste des Sites remarquables du goût
En 2018, il existe 71 sites remarquables du goût.

### Communes et produits
- Albertville : beaufort[9]
- Apt : fruits confits d'Apt[10]
- Belley : vins Bugey-Cerdon
- Besse-et-Saint-Anastaise : Saint-nectaire[11]
- Billom : ail[12]
- Bouin: huîtres[13].
- Branges : volaille de Bresse
- Camembert (Orne) : Camembert (fromage)[14]
- Châteauneuf-du-Pape : vins Châteauneuf-du-pape[9]
- Chenillé-Changé : bœuf Maine-anjou
- Cognac : cognac
- Domfront : poiré
- École-Valentin : salaison
- Figeac : safran du Quercy
- Fougerolles : Kirsch de Fougerolles[15]
- Guémené-sur-Scorff : Andouille de Guémené[16].
- Guérande : sel de Guérande[17]
- Labastide-d'Armagnac : armagnac
- Lacaune : salaisons
- Lalbenque : truffe noire
- Lautrec : ail rose de Lautrec[9]
- Lubersac : pomme du Limousin
- Luxeuil-les-Bains : jambon de Luxeuil[18]
- Margaux-Cantenac : vins
- Maroilles (Nord) : Maroilles[19]
- Martel : Noix du Périgord
- Moissac : Chasselas de Moissac[20]
- Montbrison : fourme de Montbrison[9]
- Mourjou-Puycapel : châtaigne[21]
- Noirmoutier : pommes de terre, fleur de sel, sole et huitres[22].
- Nuits-Saint-Georges : cassis[23]
- Nyons : olive noire de Nyons
- Objat : veau de lait
- Pénestin : moules de bouchot[24]
- Ploubazlanec : coquille saint Jacques[25].
- Poligny : comté
- Privas : châtaigne
- Les Riceys : vins des Riceys
- Roquefort-sur-Soulzon : roquefort[26]
- Saint-Gilles-Croix-de-Vie : sardine[27]
- Saint-Paul-Trois-Châteaux : truffe noire[28]
- Salers : salers
- Uzès : truffe noire
- Le Val-d'Ajol : Andouille du Val-d'Ajol[29]
- Villars-les-Dombes : poissons des étangs de la Dombes[30]
- Vézénobres : figues

### Territoires
- Alsace : vins d'Alsace
- PETR Garrigues et costières de Nîmes : olivettes